# Deuteragonista

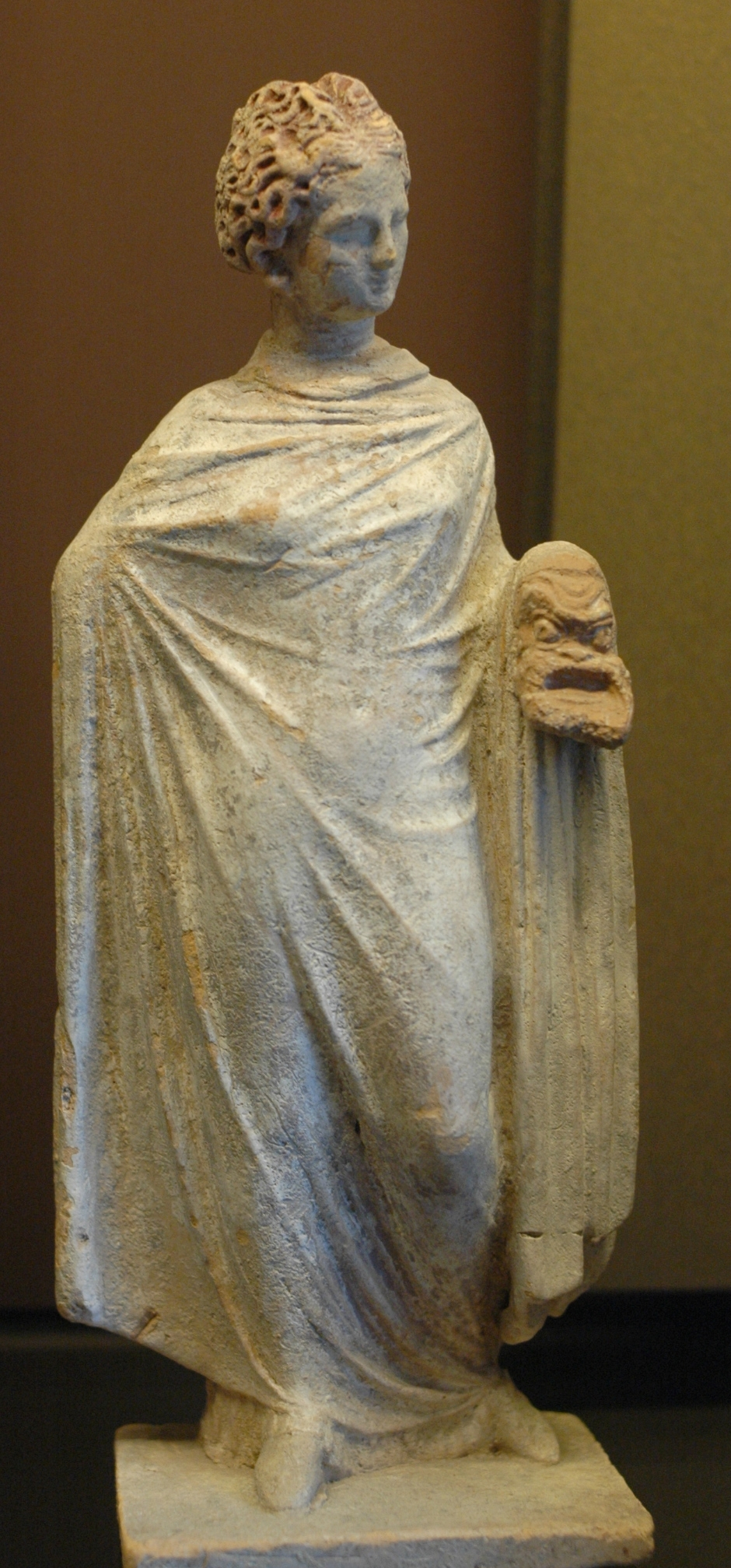
Estátua de mulher, em terracota, com máscara teatral (c.300a.C.), no Louvre.

O Deuteragonista (fonética: /ˌdjuːtəˈræɡənɪst/; do grego antigo δευτεραγωνιστής (deuteragōnistḗs), "segundo ator") é o personagem que desempenha um papel secundário, de acordo com a tradição dramática da tragédia grega; depois do protagonista e antes do tritagonista. O deuteragonista geralmente atua como um companheiro constante do protagonista ou alguém que continua ajudando ativamente o protagonista. O deuteragonista pode alternar entre apoiar e se opor ao protagonista, dependendo de seu próprio conflito ou trama.

## História
O drama grego começou com apenas um ator, o protagonista, e um coro de dançarinos. O dramaturgo Ésquilo introduziu o deuteragonista; Aristóteles diz em sua obra Poética:
Καὶ τό τε τῶν ὑποκριτῶν πλῆθος ἐξ ἑνὸς εἰς δύο πρῶτος Αἰσχύλος ἤγαγε καὶ τὰ τοῦ χοροῦ ἠλάττωσε καὶ τὸν λόγον πρωταγωνιστεῖν παρεσκεύασεν
Kaì tó te tôn hupokritôn plêthos ex henòs eis dúo prôtos Aiskhúlos ḗgage kaì tà toû khoroû ēláttōse kaì tòn lógon prōtagōnisteîn pareskeúasen
"Portanto, foi Ésquilo quem primeiro aumentou o número de atores de um para dois. Ele também reduziu o refrão e fez o diálogo ser a parte principal."

— Aristóteles, Poética (1449a15).
Os esforços de Ésquilo trouxeram o diálogo e a interação entre os personagens para o primeiro plano e prepararam o terreno para outros dramaturgos da época, como Sófocles e Eurípides, produzirem muitas peças icônicas. De acordo com a Poética de Aristóteles, foi Ésquilo quem introduziu o segundo ator ou deuteragonista — mais tarde Sófocles introduzirá o terceiro, o tritagonista —, tornando o diálogo a parte mais importante. O facto de existirem apenas dois ou três actores não impedia que o número de personagens intervenientes ficasse limitado, pois um actor podia desempenhar vários papéis. Os actores principais eram os responsáveis pela selecção dos deuteragonistas e tritagonistas.

## Drama
Como o drama grego antigo envolvia apenas três atores (o protagonista, o deuteragonista e o tritagonista) mais o coro, cada ator geralmente desempenhava vários papéis. Por exemplo, em Oedipus Rex de Sófocles, o protagonista seria Édipo, que está no palco na maioria dos atos, o deuteragonista seria Jocasta (mãe e esposa de Édipo) e o tritagonista interpretaria o Pastor e Mensageiro. Isso ocorre porque Jocasta é certamente um papel importante - atuando ao lado de Édipo muitas vezes e ocupando uma parte central da história - e porque o Pastor e o Mensageiro estão no palco quando Jocasta está fora dele.

## Protagonismo
Embora o protagonista seja o personagem pelo qual o público deve torcer, o deuteragonista costuma ser o personagem que está mais próximo do protagonista e fornece suporte ou serve de contraponto ao personagem principal. Eles podem ter seu próprio arco de história ou ser fundamentais para impulsionar a trama. Em alguns casos, o deuteragonista pode até ofuscar o protagonista em termos de popularidade ou impacto na história.
Um deuteragonista é um personagem secundário em uma história que desempenha um papel significativo na trama. Freqüentemente, eles são os aliados ou amigos mais próximos do personagem principal e fornecem suporte essencial ao longo da história. No entanto, o deuteragonista não é o personagem principal, e seu arco de história geralmente não é tão proeminente quanto o do protagonista. Em vez disso, o propósito do deuteragonista é ajudar o protagonista a atingir seus objetivos e superar obstáculos. Numa narrativa de anti-herói, o protagonista pode não ser um herói tradicional e pode até ter qualidades negativas. Neste contexto, o deuteragonista pode desempenhar um papel mais heróico e atuar como contrapeso às falhas do protagonista.
Nas narrativas experimentais, a escolha entre deuteragonista e protagonista pode ser intencionalmente turva ou subvertida. O autor pode brincar com estruturas narrativas tradicionais e papéis de personagens, tornando difícil determinar quem são os personagens centrais.

## Os 3 tipos de deuteragonistas
O deuteragonista geralmente serve como um personagem secundário para o protagonista, compartilhando algumas qualidades semelhantes e incorporando outras muito diferentes para destacar as características de cada um; fazendo do deuteragonista um artifício para ilustrar o desenvolvimento do personagem no protagonista da sua história. Um protagonista anti-herói pode ter um deuteragonista muito heróico para destacar as diferenças de cada personagem.
O deuteragonista geralmente desempenha um dos três papéis:
1. O companheiro: Muitos deuteragonistas seguem o protagonista como um melhor amigo ou assistente, oferecendo perspicácia, alívio cômico ou servindo como um combatente gentil (dependendo do próprio conflito ou objetivos do deuteragonista). Bons exemplos de protagonistas e deuteragonistas auxiliares incluem Batman e Robin nos quadrinhos e filmes, e Sherlock Holmes e Dr. Watson nas histórias de Sir Arthur Conan Doyle.
2. O antagonista: Muitas vezes, um personagem secundário pode ser o antagonista de uma história caso seus objetivos entrem em conflito com os do protagonista. Um antagonista só é considerado o deuteragonista se estiver especialmente presente na história e desempenhar um papel importante - por exemplo, Luke Skywalker (protagonista) e Darth Vader (um antagonista deuteragonista) em Star Wars.
3. O interesse amoroso: Em histórias de amor, o segundo personagem mais importante geralmente é o interesse amoroso do personagem principal - por exemplo, Alejandro Murrieta (protagonista) e Elena (uma deuteragonista de interesse amoroso) no filme A Máscara do Zorro.

## Literatura
Na literatura, o deuteragonista muitas vezes assume o papel de "ajudante" do protagonista. Em As Aventuras de Huckleberry Finn, o Huckleberry Finn é o protagonista (o personagem principal), enquanto seu companheiro constante é Jim. Nesta história, Tom Sawyer é o tritagonista (personagem terciário). Às vezes, o deuteragonista pode atuar como o antagonista que esconde o verdadeiro antagonista, como em Harry Potter e a Pedra Filosofal, o professor Quirrell esconde Voldemort. Samwise Gamgee, conhecido simplesmente como Sam, foi o leal deuteragonista de Frodo Baggins na trilogia O Senhor dos Anéis.

## Filmes e séries
Muitos filmes e séries de televisão usam o personagem do deuteragonista para tecer um enredo mais complexo e permitir que a caracterização principal progrida. Exemplos incluem Michael Vaughn de Alias, o Príncipe Zuko em Avatar: The Last Airbender, Alphonse Elric no mangá Fullmetal Alchemist e Suzaku Kururugi no anime Code Geass. Histórias também podem ter mais de um deuteragonista, como Hermione Granger ao lado de Ron Weasley em Harry Potter, e Jack Sparrow com Elizabeth Swann para o protagonista Will Turner em Piratas do Caribe. O protagonista da trilogia original de Star Wars, Luke Skywalker, tem o antagonista-deuteragonista Darth Vader e o anti-herói deuteragonista Han Solo. Em Chaves, os deuteragonistas eram Quico e Seu Madruga, que em determinados momentos se tornavam os próprios protagonistas de algumas histórias.